# Samuel Lafont
Pour les articles homonymes, voir Lafont.
Samuel Lafont, né le 1er février 1988 à Nîmes, est un militant et conseiller politique français d'extrême droite, spécialisé dans la communication numérique.
Il entame son engagement politique à l'Union nationale inter-universitaire (UNI) avant de militer pour l'Union pour un mouvement populaire (UMP) et Les Républicains (LR).
Conseiller en communication durant la campagne présidentielle de 2012, il se fait remarquer en 2013 lors du mouvement d’opposition au mariage entre personnes de même sexe, durant lequel il est membre du Printemps français. Très actif sur Twitter, il tient des propos homophobes. Une agression violente qu'il subit, sans rapport avec le mouvement mais relayée dans ses cercles politiques, lui donne également de la visibilité.
Il participe ensuite à la campagne de François Fillon pour l'élection présidentielle de 2017, durant laquelle il fonde le média Damoclès, actif notamment sur les réseaux sociaux. Sa ligne éditoriale évolue après la campagne et est depuis assimilée à la fachosphère. Il participe à la campagne d’Éric Zemmour en vue de l’élection présidentielle de 2022.

## Biographie

### Débuts en politique
Originaire du Gard, il étudie à l'ESSEC et à l'université de la Sorbonne[Laquelle ?]. Il est également auditeur à l'Institut de formation politique, un institut d'obédience libérale-conservatrice et qui ne délivre pas de diplôme.
Durant ses études, il est membre du bureau national du syndicat étudiant très à droite Union nationale inter-universitaire (UNI),. Il adhère à l'Union pour un mouvement populaire (UMP) au milieu des années 2000, parti dont il devient délégué national.
Au début des années 2010, Samuel Lafont est conseiller en communication chez E-fluence, une petite société militante qu'il cogère avec Mathieu Soliveres. Durant la campagne présidentielle de 2012, ils créent un jeu Flash, dont le but est d'enfariner le candidat socialiste François Hollande,. Ils revendiquent plus deux millions de visiteurs. Il est suivi, en 2013, par Avionoutai, toujours dans le but de se moquer de François Hollande, alors devenu président,.

### Opposition au mariage homosexuel
En 2013, Samuel Lafont milite sur les réseaux sociaux, en particulier Twitter, où il est très actif. Il participe à une sphère de la « droite dure » aux côtés de catholiques traditionalistes, tels que Vivien Hoch et Stéphane Journot. Il y acquiert sa notoriété. Dans ses tweets, il s'en prend à ceux qu'il nomme « racaille », particulièrement en commentant des faits divers impliquant des personnes vivant en banlieue, ou aux Roms, décriés comme « une population absolument pas intégrée et qui ne vit pas comme nous » qu'il accuse de violences.

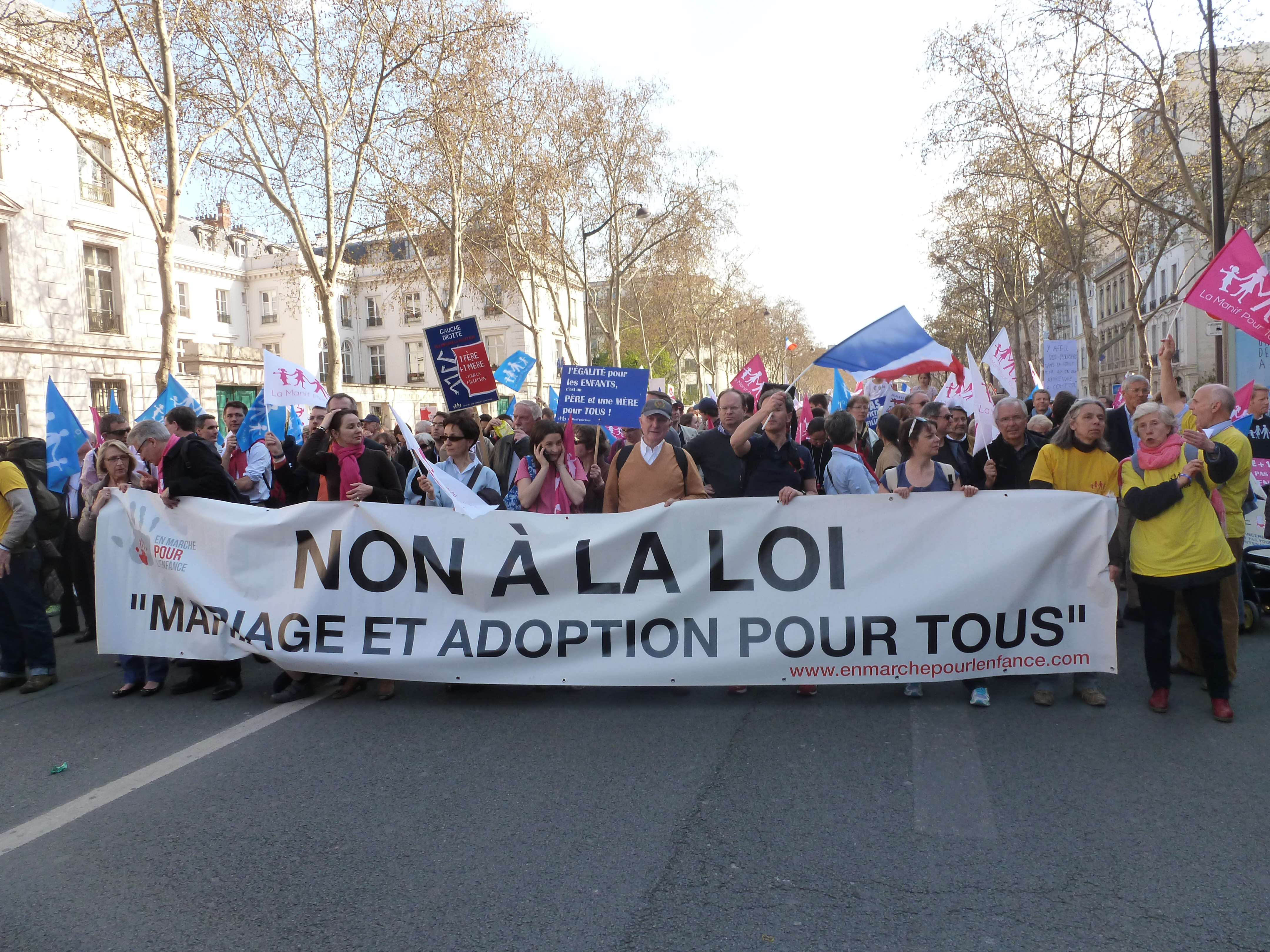
Manifestation de La Manif pour tous le 21 avril 2013 à Paris.

Alors qu'un projet de loi élargissant le mariage et l'adoption aux couples de même sexe débattu au Parlement fait face à une forte opposition de la droite et de l'extrême droite, il est l'un des militants les plus radicaux sur les réseaux sociaux,. Il s'investit au sein du Printemps français, branche radicale de La Manif pour tous. Il est l'un des instigateurs du mouvement « Camping pour tous », créé le 26 mars 2013, dont le but est d'occuper le parvis du Sénat pendant les débats sur la loi,. Le 7 avril 2013, il participe à un affichage nocturne sur la façade de l'Espace des Blancs-Manteaux dans Le Marais à Paris, où se tient alors le « Printemps des assoces LGBT ». Il se fait particulièrement remarquer pour ses tweets accusés d'homophobie,,, tel que « Est-ce que je peux me marier avec mon chien alors ? » ou la diffusion d'un photomontage prêtant à une militante pour le mariage homosexuel une pancarte « Mes deux papas me pètent le cucul quand je veux »,.
Une agression dont il est victime est massivement relayée. Le 13 avril 2013, il est roué de coups et poignardé à plusieurs reprises dans le métro parisien. Pourtant sans lien avec son engagement politique, l'événement est rapidement récupéré et transformé en intox,. La Manif pour tous publie un communiqué où elle évoque l'« agression sauvage » survenue « quelques heures après des appels lancés contre lui sur les réseaux sociaux » et une des figures du mouvement, Christine Boutin, dénonce un acte « hétérophobe ». Plusieurs rassemblements de soutien sont organisés. La préfecture de police de Paris évoque seulement « des échanges de mauvais regards suivis d'insultes dégénérant en agression crapuleuse ».
En janvier 2014, il participe activement à la manifestation Jour de colère, réunissant plusieurs groupes d'extrême droite. Dans la continuité des mobilisations contre le mariage homosexuel, il est annoncé, en février 2014, tête de la liste « Force vie », chapeautée par Christine Boutin, aux élections européennes de 2014 dans la circonscription Sud-Est, avant de quitter le projet de liste durant le mois d'avril,.

### Campagnes électorales et fondation de Damoclès
Samuel Lafont est salarié en 2015 de Contribuables associés, une association de droite engagée contre le « trop d'impôts ». Il participe à un « tour de France » dans cinquante-cinq villes afin de proposer une consultation « sur les réformes à engager pour réduire les dépenses publiques et les impôts »,. En 2016, il est chargé de communication du conseil régional d'Île-de-France.
La même année, il travaille à la communication de Valérie Pécresse, lors des élections régionales, où il développe en particulier la campagne numérique contre son adversaire, le socialiste Claude Bartolone.
Durant la campagne pour l'élection présidentielle de 2017, Samuel Lafont figure au sein du pôle « Société civile » bénévole du candidat des Républicains François Fillon, où il occupe la fonction de coresponsable des réseaux sociaux. Ses tweets homophobes de 2013 ressortent alors et font polémique,. Dans le cadre de la campagne, Samuel Lafont fonde, en janvier 2017, le site d'information militante Damoclès, qu'il décline sur l'ensemble des réseaux sociaux. Avec celui-ci, il participe notamment à la diffusion d'une fausse information juste avant le premier tour de scrutin, accusant le candidat favori Emmanuel Macron de pratiquer l'expatriation fiscale en Suisse. À l'issue des votes, François Fillon ne figure pas au second tour, à l'issue duquel Emmanuel Macron est finalement élu.
Après la campagne électorale, la ligne éditoriale de Damoclès évolue et devient semblable à celle des sites de « réinformation » de la fachosphère, qualifié d'« ultra-droitière », ou d'extrême droite. En particulier, le site met en avant la vision d'une civilisation française menacée par l'islam et l'immigration ou partage la critique de médias mainstream qui mentiraient ; il relaye l'information de chaque attaque terroriste ou supposée terroriste et s'en prend à la politique menée par Emmanuel Macron. Malgré les assimilations avec la fachosphère, Damoclès refuse ce qualificatif. Aussi, Samuel Lafont lance plusieurs pétitions à succès — certaines dépassent les 100 000 signatures —, par exemple en soutien à Éric Zemmour ou contre le Pacte de Marrakech sur les migrations, déjà instrumentalisé par les identitaires. Il continue également dans la diffusion ou la création de fausses informations,.
En 2017, après que le chef d'État-Major des armées Pierre de Villiers a démissionné à la suite d'un désaccord avec le président de la République, Samuel Lafont participe aux manifestations de soutien effectués en ligne par l'extrême droite,. Il lance, via Damoclès, la plateforme « SOS Armée », active sur Twitter et Facebook, ainsi qu'une pétition. Ces actions connaissent le succès et sont très partagées. Dans le même temps, il participe à un débat organisé par Sputnik France — agence de presse de propagande russe, considérée comme proche de l'extrême droite et complotiste — autour de l'événement, en tant que porte-parole de Damoclès.
En 2020, Samuel Lafont est attaché parlementaire à mi-temps de la sénatrice LR des Français établis hors de France Joëlle Garriaud-Maylam, poste dont il démissionne début 2021 après avoir été recruté par Sarah Knafo et Éric Zemmour.

### Campagne présidentielle d'Éric Zemmour
À partir de mai 2021, Samuel Lafont est membre de Génération Z, un mouvement de soutien à la possible candidature du polémiste d'extrême droite Éric Zemmour à l'élection présidentielle de 2022. Dans le cadre de cette campagne électorale, il est chargé de la communication numérique (réseaux sociaux, Wikipédia),,. Mediapart révèle sa présence sur un listing d'équipe de campagne d'Éric Zemmour daté d'octobre 2021,. Samuel Lafont est vice-président de Reconquête — parti politique créé par Éric Zemmour — dans la fédération du Gard.
Une enquête du journaliste Vincent Bresson, intitulée Au cœur du Z, a mis en évidence sa volonté d'instrumentaliser Wikipédia en français, en y dirigeant une cellule secrète et une campagne intitulée Wikizédia,. Cette cellule inclut une personne connue sous le pseudonyme de Cheep — le premier contributeur de l'article d'Éric Zemmour en nombre de modifications, banni de Wikipédia en français en compagnie de six autres comptes après ces révélations —, qui écrit sur Telegram : « le but de la mission est de rendre Éric Zemmour, Génération Z et Les Amis d’Éric Zemmour le plus visibles possible sur Wikipédia, de plusieurs manières ». Ce bénévole expérimenté conseille aux autres militants de ne pas paraître orientés et se plaint de ne pas pouvoir modifier davantage la page du parti Reconquête. Il tente par ailleurs de présenter sous un jour favorable et conforme à la vision de Zemmour le rôle de Philippe Pétain et Pierre Laval dans la déportation et la persécution des Juifs, ou de supprimer du contenu au sujet d'une seconde polémique amorcée par Zemmour concernant les personnes LGBT,.
Lors de cette même campagne, il est encore accusé par le journaliste Vincent Bresson et par David Chavalarias, chercheur au CNRS, de tentatives d'instrumentalisation du réseau social Twitter en se livrant à la pratique dite de l'astroturfing, ayant pour objectif de faire croire à une large adhésion des prises de positions d'Éric Zemmour par les utilisateurs du réseau social. Cette technique d'instrumentalisation avait déjà été repérée par le journal Le Monde en février 2022. Les objectifs de ces différentes tentatives d'instrumentalisation et de manipulation sont alors détaillées par le quotidien du soir ; apparaître plus régulièrement dans les sujets « tendances » du réseau social, permettre à Reconquête d'augmenter rapidement le nombre d'adhérents et de dons, et rabattre ensuite les utilisateurs de Twitter et nouveaux adhérents du parti vers des sites gérés par l'association Les amis d'Éric Zemmour afin de remplir des formulaires en ligne dans le but de permettre aux équipes du candidat d'extrême droite de se constituer d'importants réseaux de soutiens.